# Drake Batherson
Drake Batherson, född 27 april 1998 i Fort Wayne i Indiana, är en kanadensisk-amerikansk professionell ishockeyforward som spelar för Ottawa Senators i National Hockey League (NHL).
Han har tidigare spelat för Belleville Senators i American Hockey League (AHL) och Cape Breton Screaming Eagles och Armada de Blainville-Boisbriand i Ligue de hockey junior majeur du Québec (LHJMQ).
Batherson draftades av Ottawa Senators i fjärde rundan i 2017 års draft som 121:a spelare totalt.
Han är brorson till Dennis Vial.

## Statistik
| 2011–2012    | Valley Kings Mutual Wildcats | NSMBHL       | 35  | 23 | 31 | 54  | 10  | —  | —  | —  | —  | —  |
| 2012–2013    | Valley Kings Mutual Wildcats | NSMBHL       | 31  | 25 | 28 | 53  | 16  | —  | —  | —  | —  | —  |
| 2013–2014    | OHA Mavericks                |              | 19  | 7  | 10 | 17  | 18  | —  | —  | —  | —  | —  |
|              | OHA Gold Mavericks           |              | 3   | 0  | 2  | 2   | 0   | —  | —  | —  | —  | —  |
|              | Valley Wildcats              | NSMMHL       | 4   | 2  | 0  | 2   | 9   | 1  | 0  | 0  | 0  | 0  |
| 2014–2015    | Valley Wildcats              | NSMMHL       | 34  | 20 | 26 | 46  | 44  | 6  | 5  | 3  | 8  | 10 |
|              | Valley Wildcats              | MHL          | 4   | 2  | 0  | 2   | 0   | 1  | 0  | 0  | 0  | 0  |
| 2015–2016    | Valley Wildcats              | MHL          | 28  | 4  | 15 | 19  | 18  | 6  | 1  | 2  | 3  | 8  |
|              | Cape Breton Screaming Eagles | LHJMQ        | 10  | 0  | 2  | 2   | 2   | —  | —  | —  | —  | —  |
| 2016–2017    | Cape Breton Screaming Eagles | LHJMQ        | 61  | 22 | 36 | 58  | 70  | 11 | 7  | 5  | 12 | 14 |
| 2017–2018    | Cape Breton Screaming Eagles | LHJMQ        | 24  | 17 | 22 | 39  | 39  | —  | —  | —  | —  | —  |
|              | Armada Blainville-Boisbriand | LHJMQ        | 27  | 12 | 26 | 38  | 26  | 22 | 13 | 20 | 33 | 19 |
| 2018–2019    | Ottawa Senators              | NHL          | 20  | 3  | 6  | 9   | 6   | —  | —  | —  | —  | —  |
|              | Belleville Senators          | AHL          | 59  | 22 | 40 | 62  | 39  | —  | —  | —  | —  | —  |
| 2019–2020    | Ottawa Senators              | NHL          | 23  | 3  | 7  | 10  | 13  | —  | —  | —  | —  | —  |
|              | Belleville Senators          | AHL          | 44  | 16 | 38 | 54  | 24  | —  | —  | —  | —  | —  |
| 2020–2021    | Ottawa Senators              | NHL          | 56  | 17 | 17 | 34  | 8   | —  | —  | —  | —  | —  |
| 2021–2022    | Ottawa Senators              | NHL          | 46  | 17 | 27 | 44  | 32  | —  | —  | —  | —  | —  |
| 2022–2023    | Ottawa Senators              | NHL          | 82  | 22 | 40 | 62  | 33  | —  | —  | —  | —  | —  |
| NHL totalt   | NHL totalt                   | NHL totalt   | 227 | 62 | 97 | 159 | 92  | —  | —  | —  | —  | —  |
| AHL totalt   | AHL totalt                   | AHL totalt   | 103 | 38 | 78 | 116 | 63  | —  | —  | —  | —  | —  |
| LHJMQ totalt | LHJMQ totalt                 | LHJMQ totalt | 122 | 51 | 86 | 137 | 137 | 33 | 20 | 25 | 45 | 33 |

### Internationellt
| Källa: Uppdaterad: 2023-05-23 | Källa: Uppdaterad: 2023-05-23 | Källa: Uppdaterad: 2023-05-23 |         | Utv = Utvisningsminuter | Utv = Utvisningsminuter | Utv = Utvisningsminuter | Utv = Utvisningsminuter | Utv = Utvisningsminuter |
| År                            | Lag                           | Mästerskap                    | Matcher | Mål                     | Assists                 | Poäng                   | Utv                     |                         |
| ----------------------------- | ----------------------------- | ----------------------------- | ------- | ----------------------- | ----------------------- | ----------------------- | ----------------------- | ----------------------- |
| 2018                          | Kanada                        | JVM                           | 7       | 7                       | 0                       | 7                       | 4                       |                         |
| 2022                          | Kanada                        | VM                            | 10      | 3                       | 11                      | 14                      | 6                       |                         |
| Junior totalt                 | Junior totalt                 | Junior totalt                 | 7       | 7                       | 0                       | 7                       | 4                       |                         |
| Senior totalt                 | Senior totalt                 | Senior totalt                 | 10      | 3                       | 11                      | 14                      | 6                       |                         |